# معادله استریتر-فلپس
معادله استریتر- فلپس  (به انگلیسی: Streeter–Phelps equation) در مطالعه آلودگی آب به عنوان یک ابزار مدل‌سازی کیفیت آب مورد استفاده قرار می‌گیرد. مدل، چگونگی کاهش اکسیژن محلول (DO) در امتداد یک فاصله معینی از رودخانه یا جریان با نزول اکسیژن خواهی بیوشیمیایی (BOD) را توصیف می‌کند. معادله توسط فلپس و استریتر در سال ۱۹۲۵ بر اساس اطلاعات به دست آمده از رودخانه اوهایو به دست آمده‌است. این معادله همچنین به عنوان معادله  DO  از وسط خم شده (sag DO) شناخته شده‌است.

## معادله استریتر فلپس

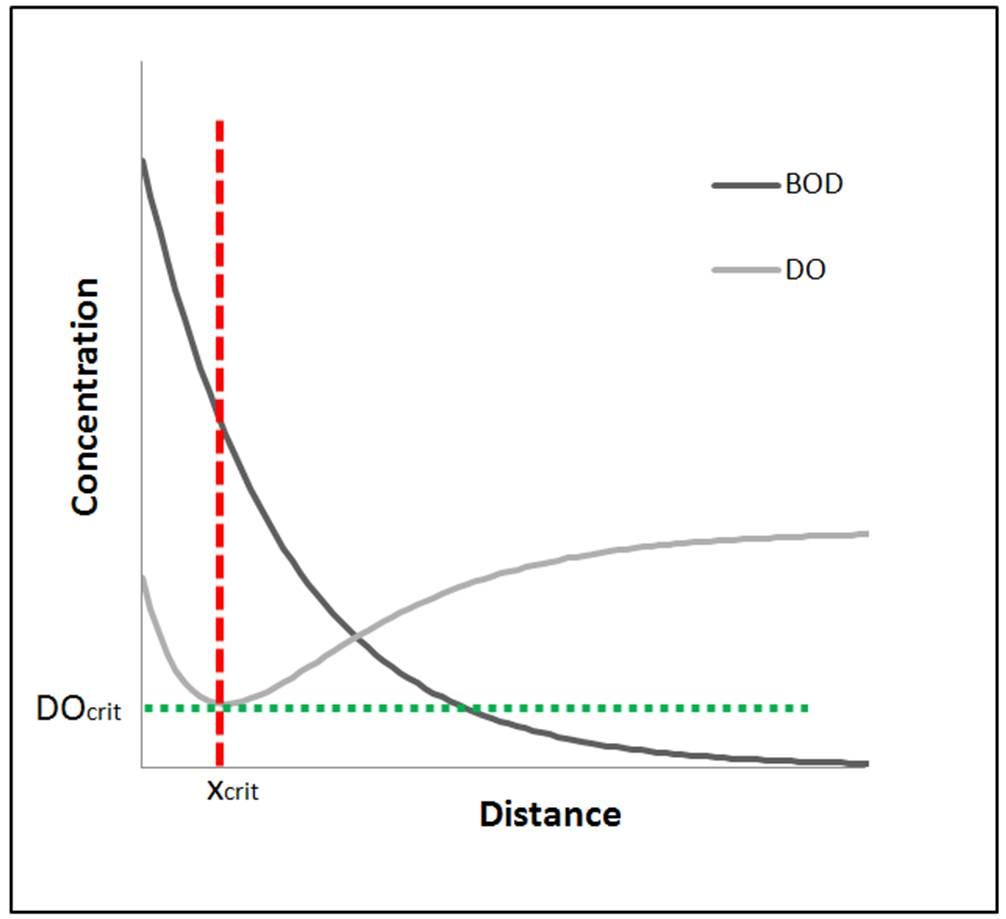
معادلۀ DO از وسط خم شدۀ استریتر-فلپس و توسعۀ BOD.

معادله استریتر فلپس تعیین‌کننده رابطه بین غلظت اکسیژن محلول DO و نیاز به اکسیژن بیولوژیکی BOD در طول زمان به صورت یک معادلات دیفرانسیل مرتبه اول خطی می‌باشد.
{\displaystyle {\frac {\partial D}{\partial t}}=k_{1}L_{t}-k_{2}D}
این معادله دیفرانسیلی بیان می‌کند که تغییر در کمبود اکسیژن (D)  برابر اختلاف بین دو نرخ از اکسیژن زدایی و باز هوادهی، در هر زمان است. معادله استریتر-فلپس، با فرض جریان کاملاً آمیخته در حالت ماندگار به صورت زیر است:
{\displaystyle D={\frac {k_{1}L_{a}}{k_{2}-k_{1}}}(e^{-k_{1}t}-e^{-k_{2}t})+D_{a}e^{-k_{2}t}}
که در آن:
- {\displaystyle D}  	کمبود اشباع، که از غلظت اکسیژن محلول اشباع منهای اکسیژن محلول واقعی گرفته شده‌است  ({\displaystyle D=DO_{sat}-DO}). {\displaystyle D} که دارای واحد {\displaystyle {\tfrac {\mathrm {g} }{\mathrm {m} ^{3}}}}.
- {\displaystyle k_{1}} میزان اکسیژن زدایی، معمولاً در یک روز {\displaystyle d^{-1}}.
- {\displaystyle k_{2}} نرخ باز هوادهی، معمولاً در یک روز {\displaystyle d^{-1}}.
- {\displaystyle L_{a}}نیاز به اکسیژن اولیه مواد آلی در آب، همچنین BOD نهایی (BOD در زمان t = بی‌نهایت) نیز نامیده می‌شود. واحد آن  unit of {\displaystyle L_{a}} {\displaystyle {\tfrac {\mathrm {g} }{\mathrm {m} ^{3}}}}.
- {\displaystyle L_{t}} نیاز به اکسیژن باقی‌مانده در زمان t  است.  {\displaystyle L_{t}=L_{a}e^{-k_{1}t}}.
- {\displaystyle D_{a}}کمبود اکسیژن اولیه t {\displaystyle [{\tfrac {\mathrm {g} }{\mathrm {m} ^{3}}}]}.
- {\displaystyle t} زمان سپری شده، معمولاً بر حسب روز

{\displaystyle k_{1}} به‌طور معمول در محدوده  ۰٫۰۵-۰٫۵ بر حسب{\displaystyle d^{-1}} و {\displaystyle k_{2}} بر حسب {\displaystyle d^{-1}} به‌طور معمول در محدوده  ۰٫۴-۱٫۵  قرار دارد.

معادله استریتر فلپس همچنین به عنوان معادله  DO از وسط خم شده شناخته شده‌است. این اسم‌گذاری ناشی از شکل گراف DO در طول زمان است.